# كارولين داون جونسون
كارولين داون جونسون هي مغنية وكاتبة غنائية كندية، ولدت في 30 أبريل 1971 في غراند براري في كندا.

## وصلات خارجية
- كارولين داون جونسون على موقع IMDb (الإنجليزية)
- كارولين داون جونسون على موقع ميوزك برينز (الإنجليزية)
- كارولين داون جونسون على موقع ديسكوغز (الإنجليزية)